# 철도특별사법경찰대
철도특별사법경찰대(鐵道特別司法警察隊)는 국토교통부의 소속기관이다. 1963년 4월 교통부 법무관실 소속 철도공안으로 시작하였으며, 2009년 12월 31일 국토해양부 직제개정을 통해 철도특별사법경찰대로 명칭이 변경되었다. 본부는 대전광역시 동구 중앙로 242에 위치하고 있다. 대장은 서기관으로 보한다.
국가철도공단 소유의 국유 철도, 광역 철도는 철도특별사법경찰대에서 담당하고 있으며, 서울 및 부산, 인천, 대구 등 도시 철도 구간은 전국 각 지역 경찰청 소속의 지하철수사대에서 담당하고 있다.

## 직무
- 철도역 구내 및 열차 내부의 치안유지
- 철도범죄의 수사, 사건 송치 등 사법경찰관리의 직무 수행
- 즉결심판 청구 및 피의자 호송과 대기실 관리
- 경찰청 및 한국철도공사와의 업무협정 체결·운용
- 범죄에 대한 정보수집과 다른 기관과의 수사협조
- 지방철도특별사법경찰대 및 철도특별사법경찰대센터에 대한 지도·감독
- 철도특별사법경찰관의 대테러 예방업무에 관한 사항

## 연혁
- 1949년: 국립경찰 철도관구경찰 운영
- 1963년: 국립경찰 철도경찰대를 폐지하고 내무부장관 추천으로 철도경찰대 소속 경찰관 중 40명의 철도경찰관을 교통부로 소속이관하여 철도공안으로 임명.
- 1963년 12월 17일: 기획관리관실에 법무관실을 설치하여 철도공안제도를 시행.
- 1963년 9월 1일: 철도의 운영에 관한 사무를 분리하여 철도청 설치.
- 1966년 6월 17일: 공안관실을 설치.
- 1979년 10월 13일: 철도공안직렬 신설.
- 1992년 12월 2일: 철도공안직급을 4급으로 상향 조정.
- 2005년 1월 1일: 철도청을 폐지하고, 건설교통부 소속으로 철도공안사무소를 설치. 직할기관으로 대전·천안·천안아산·서대전·구미철도공안분실을 설치.
- 2008년 2월 29일: 국토해양부 소속으로 변경.
- 2009년 12월 31일: 철도특별사법경찰대로 개편. 직할기관인 철도공안분실을 철도경찰센터로 개편.
- 2013년 3월 23일: 국토교통부 소속으로 변경.
- 2015년 6월 14일: 천안아산철도경찰센터를 오송철도경찰센터로 개편.
- 2018년 3월 30일: 구미철도경찰센터를 부산지방특별사법경찰대로 이관.

## 관할구역
- 경부고속선(서울기점 59.795km ~ 김천구미역 북쪽)
- 경부선(서울기점 78.35km ~ 영동역)
- 호남고속선(오송기점 67.5km 지점까지)
- 호남선 중 대전조차장 ~ 강경역(대전조차장기점 61.8km 지점)
- 장항선 중 천안역 ~ 장항역(천안기점 131km 지점)
- 충북선 중 조치원 ~ 주덕역(조치원 기점 75km 지점)
- 남포선
- 강경선
- 대전선
- 장항화물선
- 오송선
- 부강화물선
- 경강선 광역전철(판교역 ~ 여주역)
- 서해선 광역전철
- 동해선 광역전철
- 대경선 광역전철(구미역 ~ 동대구역 ~ 경산역)
- 4호선 시계외 구간(진접선, 과천선, 안산선)
- 수인분당선
- 인천공항철도
- 신분당선
- 3호선 (일산선)
- 7호선 (부천 및 인천구간 - 인천교통공사 관리 구역)
- 8호선 (별내선)

## 조직

### 대장
| - 운영지원과 - 기획과 - 수사과 | - 지방철도특별사법경찰대 - 서울지방철도특별사법경찰대 - 부산지방철도특별사법경찰대 - 광주지방철도특별사법경찰대 - 제천지방철도특별사법경찰대 - 철도경찰대센터 - 대전철도경찰센터 - 천안철도경찰센터 - 오송철도경찰센터 - 서대전철도경찰센터 |

## 같이 보기
- 대한민국 철도청
- 한국철도공사
- 국가철도공단
- 대한민국의 경찰
- 대한민국 경찰청
- 해양경비안전본부
- 제주특별자치도자치경찰단
- 경찰기동대
- 전투경찰순경
- 경찰관 계급
- 청원경찰